# Stipagrostis drarii
Stipagrostis drarii là một loài thực vật có hoa trong họ Hòa thảo. Loài này được (Täckh.) De Winter miêu tả khoa học đầu tiên năm 1963.